# 钱海岳
| 中國二十四史 | 中國二十四史   | 中國二十四史 | 中國二十四史 | 中國二十四史 |
| 次序         | 書名           | 作者         | 作者         |              |
| 次序         | 書名           | 姓名         | 時代         |              |
| ------------ | -------------- | ------------ | ------------ | ------------ |
| 1            | 史记           | 司馬遷       | 西漢         |              |
| 2            | 汉书           | 班固         | 東漢         |              |
| 3            | 后汉书         | 范曄         | 劉宋         |              |
| 4            | 三國志         | 陈寿         | 西晋         |              |
| 5            | 晋书           | 房玄龄等     | 唐           |              |
| 6            | 宋书           | 沈约         | 蕭梁         |              |
| 7            | 南齐书         | 萧子显       | 蕭梁         |              |
| 8            | 梁书           | 姚思廉       | 唐           |              |
| 9            | 陈书           | 姚思廉       | 唐           |              |
| 10           | 魏书           | 魏收         | 北齐         |              |
| 11           | 北齐书         | 李百药       | 唐           |              |
| 12           | 周书           | 令狐德棻等   | 唐           |              |
| 13           | 南史           | 李延寿       | 唐           |              |
| 14           | 北史           | 李延寿       | 唐           |              |
| 15           | 隋书           | 魏徵等       | 唐           |              |
| 16           | 旧唐书         | 刘昫等       | 后晋         |              |
| 17           | 新唐书         | 欧阳修等     | 北宋         |              |
| 18           | 旧五代史       | 薛居正等     | 北宋         |              |
| 19           | 新五代史       | 欧阳修       | 北宋         |              |
| 20           | 宋史           | 脱脱等       | 元           |              |
| 21           | 辽史           | 脱脱等       | 元           |              |
| 22           | 金史           | 脱脱等       | 元           |              |
| 23           | 元史           | 宋濂等       | 明           |              |
| 24           | 明史           | 张廷玉等     | 清           |              |
| 相關         | 東觀漢記       | 劉珍等       | 東漢         |              |
| 相關         | 新元史         | 柯劭忞       | 民國         |              |
| 相關         | 清史稿         | 趙爾巽等     | 民國         |              |
| 相關         | 點校本二十四史 | 顧頡剛等     | 共和國       |              |

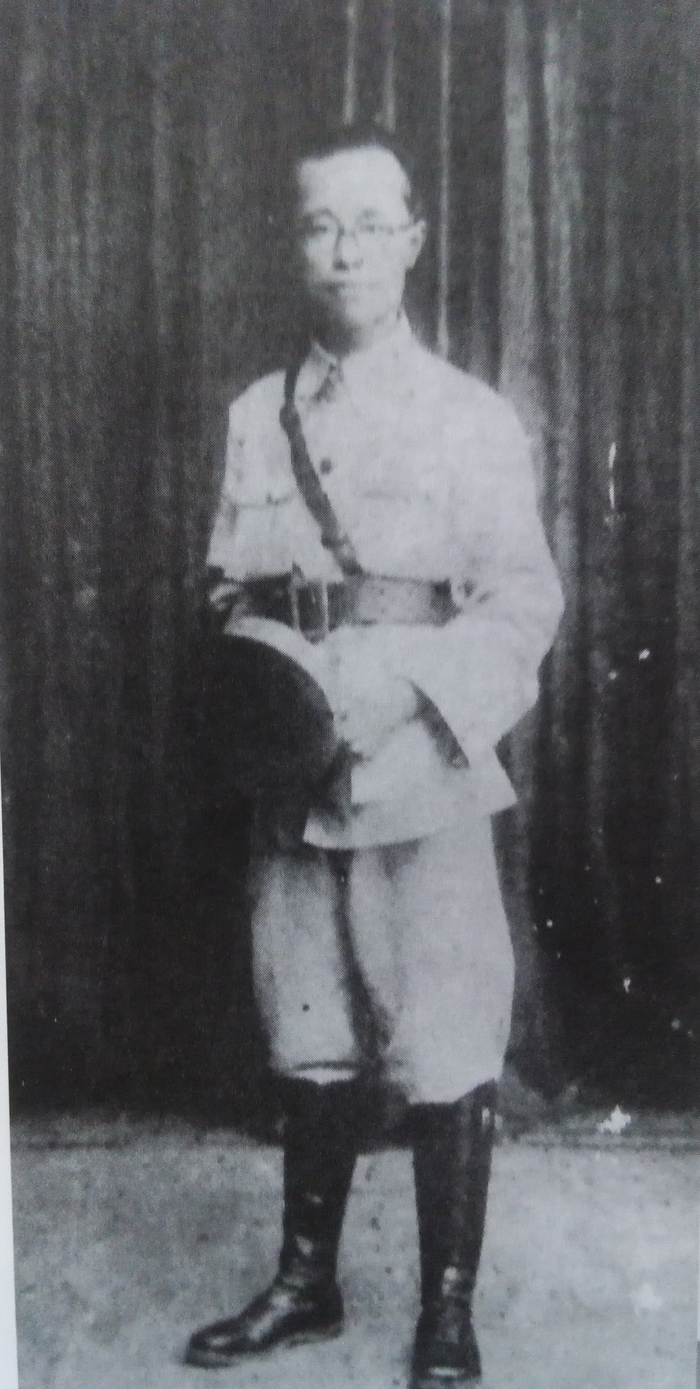
錢海岳軍服照片

钱海岳（1901年—1968年1月14日），字腾英，江苏无锡人，中國近代著名历史学家，以編著《南明史》而聞名，該書為目前唯一以“本纪、志、表、列传”的纪传体例著成並得以被列入正史的南明史著作；亦著有《哀蝉落叶集》、《海岳文编》、《海岳游记》、《能史阁文集》、《明清故宫词》等著作，於文革期間遭批鬥慘死。

## 生平

### 早年
錢海岳出身士大夫之家，父錢麟書為光緒十五年舉人，宣統三年任績溪知縣，民國六年任青陽縣知事。其早年即以文采知名。1912年，入讀無錫東林學堂。1921年前後，曾就讀於金陵中學。
1924年，撰成《钱氏吴越国故迹考》二卷。1925年毕业于北京朝阳大学政经科，于北洋政府印鑄局文牘課任職。

### 仕宦
1927年，辭職返鄉無錫。6月2日，其妻因病離世。秋，編成個人文集《能史閣文集》。南下廣州，參加國民革命軍。
1928年，北上南京，經邵力子推薦，任國民革命軍總司令部參謀處秘書，參加二次北伐。編成個人詩集《渙花樓詩集》，同年刊行《海岳游記》。結識朱希祖，共商南明史體例的寫法。
1929年，調任國民革命軍參謀本部秘書，不久又經邵力子介紹，調任國民政府軍政部陸軍署秘書。同年，編成《哀蟬落葉集》，收錄其追悼亡妻薛濟華的詩文。冬，編成《訂補歷代州域形勢》1930年，編成《讀史隨筆》。1931年，正式開始《南明史》的寫作。編成《明清故宮詞》。1932年，《海岳文編》刊行。
1937年1月，邵力子出任國民黨中央宣傳部部長，隨之調任部長室幹事。抗戰全面爆發，隨國民政府西遷重慶。1940年，任國民政府考試院秘書。
1942年3月，辭去國民政府考試院秘書之職，改任開國文獻館專門委員。

### 新疆
1943年6月，應盛世才之邀，赴新疆主持《新疆通志》纂修工作，任邊防督辦公署秘書處副處長兼《新疆通志》主編。10月26日，作為新疆教育廳於迪化舉辦“史地講演周”第一講，於迪化維文會作《關於新疆通志》的演講。數月後，三区暴动爆發，修志工作化為泡影。
1944年，改任新疆學院中文系教授。9月，任新疆女子學院院長。秋，完成《南明史》100卷初稿，本年為甲申年，距離明崇禎甲申（1644）三百年。
1945年末，應新疆警備司令宋希濂之邀，兼任軍法處長，並為其高級軍官講解《資治通鑒》。
1948年4月，辭去宋希濂部軍法處長之職，返回南京，繼續任職於開國文獻館。

### 晚年
1949年1月，返鄉無錫，任無錫國學專修學校教授。4月23日，共產黨軍占領無錫。7月1日，學校被改組，無錫國學專修學校改名為無錫中國文學院，7月8日任教務長。1950年5月，私立無錫中國文學院並入蘇南文化教育學院，任學院教授。7月，奉調參加華東革命大學政治研究院學習，結業後分配至蘇南文物管理委員會擔任文書工作。10月18日於無錫新生路小南海招待所見柳亞子，交流南明史心得，借《南明史》供其抄錄。
1951年11月，隨蘇南蘇南文物管理委員會遷居蘇州。11月11日，與顧頡剛會晤。1956年，任江蘇省博物館助理研究員。1957年，5、6月間被選為蘇州市政協委員。
1958年，隨江蘇省博物館遷居南京。1960年，調入南京图书馆，參與江蘇省委宣傳部委托省文化局組織的《江蘇省通志稿》的校訂整理工作。
1962年，南京大學組建明清史研究室，受校長郭影秋之聘，在南大歷史系授南明史。在郭影秋主持召開的“李定國與鄭成功逝世300周年研究會”上，遞交論文《鄭成功在軍事上的貢獻》。
1963年，謝國楨至南京查閱史料，與錢海岳見面，並見其《南明史》全稿。1964年9月，當選江蘇省第三屆政協委員。1965年，仍在進行《南明史》修訂工作，經過二十餘年的修訂，《南明史》已由一百卷增至一百二十卷。3月31日，朱偰於往南京圖書館山西路分館校對地方誌卡片目錄，見其“渠猶在孜孜不倦整理《南明史》”。
1968年1月14日，正值文革高峰，因其曾表彰鄭成功而被誣為支持蔣介石反攻大陸，紅衛兵將其拖至明孝陵處批鬥並從高處丟下摔死，享年67歲。